# Polisportiva Calcio Ternana 1991-1992
Questa voce raccoglie le informazioni riguardanti la Polisportiva Calcio Ternana nelle competizioni ufficiali della stagione 1991-1992.

## Stagione
(Marco Negri, 2017)
Nella stagione 1991-1992 la Ternana ha disputato e vinto il girone B del campionato di Serie C1, ottenendo 44 punti, e tornando così in Serie B dopo dodici anni.
Il nuovo allenatore scelto per questa stagione è Roberto Clagluna. La squadra rossoverde segna poco, realizza solo 24 reti, basti pensare che il Fano retrocesso ne ha segnate 30; ma subisce ugualmente poco, appena 13 reti in 34 partite, per quella che è di gran lunga la migliore difesa del torneo. Comunque al giro di boa è giunta prima con 21 punti, e anche nel girone di ritorno ha fatto meglio di tutti con 23 punti. Viene accompagnata a sorpresa in Serie B dalla sorpresa Fidelis Andria, che ha vinto di un solo punto la volata per il secondo posto contro il Perugia, che è valso anche ai pugliesi la promozione in Serie B.
Nella Coppa Italia le Fere sono state estromesse al primo turno, giunte ultime nel proprio girone eliminatorio, che ha promosso ai sedicesimi di finale la Sambenedettese; sul campo, in verità, la Ternana avrebbe vinto il girone con tre vittorie e un pari, ma è stata penalizzata dal Giudice Sportivo per delle irregolarità nei tesseramenti, che si sono rivelate decisive per estromettere i rossoverdi dalla manifestazione.
La formazione tipo: Di Sarno, Caramelli, Farris, Boccafresca (Gazzani), Della Pietra, Pochesci (Atzori), Papa, Raggi, Cangini (Negri), Consonni, Ghezzi.

## Rosa

Il giovane Marco Negri allo stadio Liberati

| N. |                   | Ruolo | Calciatore           |
| -- | ----------------- | ----- | -------------------- |
| -  | Italia (bandiera) | D     | Guglielmo Accardi    |
| -  | Italia (bandiera) | D     | Gianluca Atzori      |
| -  | Italia (bandiera) | C     | Mauro Boccafresca    |
| -  | Italia (bandiera) | A     | Sandro Cangini       |
| -  | Italia (bandiera) | C     | Claudio Canzian      |
| -  | Italia (bandiera) | D     | Carlo Caramelli      |
| -  | Italia (bandiera) | C     | Gianmario Consonni   |
| -  | Italia (bandiera) | P     | Emiliano Dei         |
| -  | Italia (bandiera) | D     | Carmine Della Pietra |
| -  | Italia (bandiera) | C     | Roberto D'Ermilio    |
| -  | Italia (bandiera) | P     | Paolo Di Sarno       |

| N. |                      | Ruolo | Calciatore           |
| -- | -------------------- | ----- | -------------------- |
| -  | Italia (bandiera)    | P     | Roberto Dore         |
| -  | Italia (bandiera)    | A     | Massimiliano Fanesi  |
| -  | Italia (bandiera)    | D     | Massimiliano Farris  |
| -  | Italia (bandiera)    | A     | Valerio Gazzani      |
| -  | Argentina (bandiera) | A     | Cesar Gustavo Ghezzi |
| -  | Italia (bandiera)    | A     | Marco Negri          |
| -  | Italia (bandiera)    | A     | Stefano Papa         |
| -  | Italia (bandiera)    | D     | Francesco Plini      |
| -  | Italia (bandiera)    | D     | Paolo Pochesci       |
| -  | Italia (bandiera)    | C     | Maurizio Raggi       |
| -  | Italia (bandiera)    | D     | Vincenzo Rodia       |

## Risultati

### Serie C1

#### Girone di andata
| Arbitro: | Ciambotti (Empoli) |

|  |           |               |
|  | Marcatori | 48’ M. Fanesi |

| Arbitro: | Ruggiero (Nocera Inferiore) |

|                 |           |  |
| Boccafresca 82’ | Marcatori |  |

| Monopoli 29 settembre 1991 3ª giornata | Monopoli           | 0 – 0 | Ternana | Stadio Vito Simone Veneziani\| Arbitro: \| Gregori (Piacenza) \| |
| Arbitro:                               | Gregori (Piacenza) |       |         |                                                                  |

| Arbitro: | Pontani (Verona) |

|                   |           |  |
| Ghezzi 86’ (rig.) | Marcatori |  |

| Arbitro: | Franceschini (Bari) |

|                  |           |             |
| Della Pietra 66’ | Marcatori | 61’ M. Poli |

| Arbitro: | Rausa (Cosenza) |

|  |           |                      |
|  | Marcatori | 40’ (aut.) V. Rosati |

| Arbitro: | Borriello (Mantova) |

|               |           |  |
| M. Fanesi 52’ | Marcatori |  |

| Arbitro: | Della Pietra (Tolmezzo) |

|               |           |                   |
| Caramelli 90’ | Marcatori | 9’ (aut.) Gazzani |

| Terni 17 novembre 1991 9ª giornata | Ternana            | 0 – 0 | Casarano | Stadio Libero Liberati\| Arbitro: \| Tombolini (Ancona) \| |
| Arbitro:                           | Tombolini (Ancona) |       |          |                                                            |

| Arbitro: | Braschi (Prato) |

|                      |           |                   |
| Matticari 49’ (rig.) | Marcatori | 72’ (rig.) Ghezzi |

| Arbitro: | Rocchi (Roma) |

|                          |           |  |
| Farris 47’ M. Fanesi 80’ | Marcatori |  |

| Fano 8 dicembre 1991 12ª giornata | Fano              | 0 – 0 | Ternana | Stadio Raffaele Mancini\| Arbitro: \| Masulli (Cremona) \| |
| Arbitro:                          | Masulli (Cremona) |       |         |                                                            |

| Arbitro: | Rossi (Rovigo) |

|  |           |            |
|  | Marcatori | 64’ Lucidi |

| Nola 22 dicembre 1991 14ª giornata | Nola                             | 0 – 0 | Ternana | Stadio Comunale Piazza d'Armi (2000 spett.)\| Arbitro: \| Sergio Zuccolini (Reggio Emilia) \| |
| Arbitro:                           | Sergio Zuccolini (Reggio Emilia) |       |         |                                                                                               |

| Catania 29 dicembre 1991 15ª giornata | Catania         | 0 – 0 | Ternana | Stadio Cibali\| Arbitro: \| Russo (Pescara) \| |
| Arbitro:                              | Russo (Pescara) |       |         |                                                |

| Arbitro: | Pacifici (Roma) |

|                   |           |               |
| Ghezzi 80’ (rig.) | Marcatori | 28’ D'Isidoro |

| Arbitro: | Fiori (Ravenna) |

|                                         |           |               |
| De Silvestro 53’ Caramel 64’ Mazzeo 69’ | Marcatori | 59’ D'Ermilio |

#### Girone di ritorno
| Arbitro: | Alban (Bassano del Grappa) |

|            |           |  |
| Ghezzi 77’ | Marcatori |  |

| Arbitro: | Lana (Torino) |

|  |           |                  |
|  | Marcatori | 90’ Della Pietra |

| Arbitro: | D'Errico (Frattamaggiore) |

|           |           |  |
| Farris 5’ | Marcatori |  |

| Arbitro: | Treossi (Forlì) |

|             |           |  |
| Mancuso 29’ | Marcatori |  |

| Arbitro: | Gronda (Genova) |

|  |           |           |
|  | Marcatori | 62’ Negri |

| Arbitro: | Bolognino (Milano) |

|               |           |  |
| D'Ermilio 87’ | Marcatori |  |

| Arbitro: | Racalbuto (Gallarate) |

|                    |           |                      |
| Picconi 87’ (rig.) | Marcatori | 45’ (rig.) D'Ermilio |

| Arbitro: | Ferro (Verona) |

|             |           |  |
| Cangini 31’ | Marcatori |  |

| Arbitro: | Ercolino (Cassino) |

|         |           |  |
| Pani 5’ | Marcatori |  |

| Arbitro: | Casoli (Reggio Emilia) |

|                     |           |  |
| Ghezzi 9’ Negri 68’ | Marcatori |  |

| Arbitro: | Pellegrino (Barcellona Pozzo di Gotto) |

|                |           |  |
| Insanguine 54’ | Marcatori |  |

| Arbitro: | Messina (Bergamo) |

|           |           |  |
| Negri 70’ | Marcatori |  |

| Arbitro: | L. Branzoni (Pavia) |

|             |           |           |
| Novelli 69’ | Marcatori | 22’ Negri |

| Terni 10 maggio 1992 31ª giornata | Ternana                | 0 – 0 | Nola | Stadio Libero Liberati (6800 spett.)\| Arbitro: \| Lorenzo Baudo (Torino) \| |
| Arbitro:                          | Lorenzo Baudo (Torino) |       |      |                                                                              |

| Arbitro: | Bortoli (Schio) |

|              |           |  |
| Consonni 51’ | Marcatori |  |

| Salerno 24 maggio 1992 33ª giornata | Salernitana       | 0 – 0 | Ternana | Stadio Arechi\| Arbitro: \| D'Agostini (Roma) \| |
| Arbitro:                            | D'Agostini (Roma) |       |         |                                                  |

| Terni 31 maggio 1992 34ª giornata | Ternana         | 0 – 0 | Licata | Stadio Libero Liberati\| Arbitro: \| Vasquez (Lecce) \| |
| Arbitro:                          | Vasquez (Lecce) |       |        |                                                         |

### Coppa Italia Serie C

#### Fase eliminatoria a gironi
| 18 agosto 1991 1ª giornata |  | – Turno di riposo Ternana |  |  |

| Arbitro: | Bancale (Latina) |

|                            |           |  |
| Caramelli 51’ Consonni 65’ | Marcatori |  |

| San Benedetto del Tronto 25 agosto 1991 3ª giornata | Sambenedettese  | 0 – 0 | Ternana | Stadio Riviera delle Palme\| Arbitro: \| Russo (Pescara) \| |
| Arbitro:                                            | Russo (Pescara) |       |         |                                                             |

| Arbitro: | Tombolini (Ancona) |

|                                           |           |  |
| Fanesi 29’ Consonni 53’ Ghezzi 74’ (rig.) | Marcatori |  |

| Arbitro: | D'Agostini (Roma) |

|  |           |            |
|  | Marcatori | 69’ Farris |